# Natriumarmes Lebensmittel
Als natriumarm werden Lebensmittel bezeichnet, die nur eine geringe Menge an Natrium enthalten. In Deutschland schreibt die Diätverordnung vor, dass  der Natriumgehalt höchstens 120 mg pro 100 Gramm verzehrfertigen Lebensmittels betragen darf, „streng natriumarme“ sogar nur 40 mg/100g. Als natriumarm gekennzeichnetes Mineralwasser darf höchstens 20 mg/Liter Natrium enthalten. „Natriumreduzierte“ Lebensmittel gemäß der Verordnung enthalten unterschiedlich viel Natrium, z. B. Fertiggerichte bis zu 250 mg/100g, Käse bis zu 450 mg/100g.
Natrium wird hauptsächlich in Form von Kochsalz (Speisesalz, chemisch Natriumchlorid) aufgenommen. Natrium- bzw. kochsalzarme Ernährung bzw. eine kochsalzarme Diät (wie sie bereits zu Beginn des 20. Jahrhunderts zur Behandlung von Bluthochdruck und Nierenerkrankungen empfohlen wurde) wird zur Behandlung und Vorbeugung der Hypertonie (hoher Blutdruck) und der damit verbundenen Herz-Kreislauf-Erkrankungen empfohlen.
Babynahrung sollte prinzipiell salzarm sein, um eine frühe Gewöhnung an den Salzgeschmack zu vermeiden. Leitungswasser ist in der Regel zur Zubereitung geeignet. Natürliche Mineralwasser dagegen können relativ viel Natrium enthalten. Sie sind gemäß § 13 Diätverordnung für die Zubereitung von Säuglingsnahrung geeignet, wenn (u. a.) maximal 20 mg/l Natrium enthalten sind.